# Карипразин
Карипразин (англ. Cariprazine, лат. Cariprazinum) — синтетичний лікарський засіб, що є похідним піперазину та належить до групи антипсихотичних препаратів. Карипразин застосовується перорально. Карипразин синтезований у лабораторії компанії «Gedeon Richter», подальші дослідження ефективності препарату угорська компанія проводила з компаніями «Forest Laboratories» і «Mitsubisi Tanabe Pharma».

## Фармакологічні властивості
Карипразин — синтетичний антипсихотичний препарат, що є похідним піперазину. Механізм дії препарату точно не встановлений, найбільш імовірний механізм його дії полягає в агонізмі з дофаміновими рецепторами D3, та частково D2, а також у агонізмі до серотонінових 5-HT1A-рецепторів та антагонізмі до 5-HT2B серотонінових рецепторів, а також незначним антагонізмом до H1-гістамінових рецепторів. Унаслідок дії препарату зменшуються як продуктивна, так і негативна симптоматика психічних розладів, причому одночасно препарат має анксіолітичний, антидепресивний ефект, а також покращує когнітивні функції. Препарат застосовується для лікування шизофренії, особливо з переважанням негативної симптоматики та когнітивними порушеннями, також карипразин може застосовуватися для лікування біполярного афективного розладу. При застосуванні препарату кількість побічних ефектів є меншою, ніж у інших антипсихотичних препаратів, зокрема рисперидону та арипіпразолу.

### Фармакокінетика
Карипразин добре, проте повільно всмоктується після перорального застосування, біодоступність препарату становить 95–98 % при пероральному застосуванні. Максимальна концентрація карипразину досягається протягом 3–4 годин після прийому препарату. Препарат добре (на 96–97 %) зв'язується з білками плазми крові. Карипразин проходить через гематоенцефалічний бар'єр, через плацентарний бар'єр та виділяється в грудне молоко. Препарат метаболізується в печінці з утворенням кількох активних метаболітів. Виводиться препарат із організму переважно з калом, частково із сечею (до 20 %). Період напіввиведення препарату становить 1–3 доби, період напіввиведення активних метаболітів препарату становить 19 діб, цей час може збільшуватися в осіб із порушенням функції печінки.

## Покази до застосування
Карипразин застосовують для лікування шизофренії.

## Побічна дія
При застосуванні карипразину кількість побічних ефектів є меншою, ніж при застосуванні інших антипсихотичних препаратів, зокрема арипіпразолу та рисперидону. Найчастішими побічними явищами при застосуванні препарату є акатизія, безсоння або сонливість, головний біль, тривожність, запаморочення, нудота, блювання, запор, збільшення ваги тіла, диспепсія, екстрапірамідні побічні явища, зокрема паркінсонізм. Іншими побічними ефектами при застосуванні препарату є:
- Алергічні реакції та з боку шкірних покривів — шкірний висип, свербіж шкіри, інші шкірні алергічні реакції.
- З боку травної системи — гастроезофагеальна рефлюксна хвороба, гикавка, дисфагія, токсичний гепатит.
- З боку нервової системи — депресія, судоми, дискінезія, дистонія, розлади мови, тремор, порушення зору, фотофобія, глаукома, катаракта, вертиго, порушення чутливості, афазія, зниження пам'яті, суїцидальна поведінка, порушення рівноваги, вкрай рідко злоякісний нейролептичний синдром.
- З боку серцево-судинної системи — артеріальна гіпотензія, брадикардія, тахікардія, артеріальна гіпертензія, подовження інтервалу QT на ЕКГ, аритмії, зміни зубця Т на ЕКГ.
- З боку ендокринної системи — зниження рівня тиреотропного гормону в крові, цукровий діабет, гіпотиреоз.
- З боку сечостатевої системи — зміна лібідо, еректильна дисфункція, затримка сечопуску, болючий сечопуск.
- З боку опорно-рухового апарату — рабдоміоліз.
- Зміни в лабораторних аналізах — нейтропенія, еозинофілія, анемія, гіперглікемія, дисліпідемія, підвищення рівня білірубіну в крові, підвищення рівня креатинфосфокінази в крові, підвищення рівня активності ферментів печінки.

## Протипокази
Карипразин протипоказаний при підвищеній чутливості до препарату, вираженій деменції, одночасному прийомі виражених індукторів CYP3A4 (зокрема карбамазепіну, фенобарбіталу, фенітоїну, рифампіцину, звіробою звичайного, бозентану, ефавірензу, етравірину, модафінілу, нафциліну), або виражених інгібіторів CYP3A4 (зокрема боцепревіру, кларитроміцину, кобіцистату, індинавіру, ітраконазолу, кетоконазолу, нефазодону, нелфінавіру, позаконазолу, ритонавіру, саквінавіру, телапревіру, телітроміцину, вориконазолу, дилтіазему, еритроміцину, флуконазолу, верапамілу, а також грейпфрутового соку), при вагітності та годуванні грудьми.

## Форми випуску
Карипразин випускається у вигляді желатинових капсул по 0,0015; 0,003; 0,0045 і 0,006 г.